# Saqueig de Cullera (1550)
El saqueig de Cullera de 1550 fou una ràtzia otomana contra el litoral valencià.

## Antecedents
En una època de nombrosos atacs de les flotes otomanes al litoral valencià, Cullera havia patit atacs pirates el 1503 i el 1532, i aran de la Jornada de Tunis del 1535, Khair ed-Din Barba-rossa va contraatacar a les Balears saquejant Maó, i això va provocar que la monarquia hispànica incrementés les defenses a les ciutats costaneres de la península i les illes. Els atacs al litoral comptaven amb la complicitat moriscos locals. A la mort de Khair ed-Din Barba-rossa el 1546, Turgut Reis va ser nomenat Comandant en cap de la marina otomana.
A les Corts de Montsó de 1547, els tres braços del Regne de València van exposar la seva preocupació per la defensa de la costa i van sol·licitar per dissuadir els corsaris la millora de les fortificacions de Peníscola i la Vila Joiosa, la construcció des sengles torres a Cullera i Oropesa, i la tramesa a Cullera de tres o quatre peces d'artilleria, i el príncep va proveir Jeroni de Cabanyelles i Gallac perquè determinés el més convenient en tots aquests afers, canviant la tradicional política de defensar el litoral amb una armada de galeres i amb corsaris.

## La ràtzia de 1550
L'armada de Dragut, va salpar des d'Arzeo, prop d'Orà a la península Ibèrica l'11 de maig de 1550, assaltant Benalmádena i el 20 de maig l'esquadra de Dragut ja és vista prop del cap de Gata amb intenció d'assaltar Cartagena, però la captura d'uns espies dels corsaris uns dies abans desbarata els plans i l'armada es dirigeix cap al nord, atacant Benissa i Sant Joan d'Alacant, i l'esquadra es refugia a Altea per descansar i fer aigua, d'on marxa el 24 de maig.

## L'assalt
Les mesures defensives no van arribar a temps i el 25 de maig de 1550 Turgut Reis, amb vint-i-set galeres i galiotes, entrant per la desembocadura del Xúquer va arribar a Cullera, on van desembarcar al voltant de 1.000 corsaris, que entraren a sac a Cullera, fins que va arribar l'ajuda dels dels ballesters i arcabussers de Sueca i Alzira produint-se un combat en el pas del pont que va obligar la retirada dels assaltants, i el mateix Dragut baixà a terra per contenir la defensa de la vila amb reforços per donar temps als seus homes a acabar el saqueig i reembarcar. Un cop segurs als vaixells, es negocià el rescat de captius i béns.

## Conseqüències
La notícia de l'assalt arriba ràpidament a València i d'aquí es transmet a Barcelona i a Mallorca. La flota otomana va dirigir-se a les balears, i pel camí intercepten els missatgers que duen l'avis de l'atac, i ataquen Pollença el 30 de maig, on va capturar o matar 130 cristians. Després de Pollença s'ataca Cabrera, l'1 de juny, on descansen uns dies i tornen a Sardenya, i el 10 de juliol assalten la vila de Barenys, que desapareix.
Després de l'atac, el castell de Cullera va rebre el reforç de vint arcabussers, vuit genets i mitja colobrina, i el 1577 es va construir la Torre del Marenyet.
Els diferents atacs que palesaven la feblesa de la defensa del litoral van fer crear el 1594 el Batalló de la Milícia Efectiva del Regne de València amb deu mil homes destinats a respondre a qualsevol atac, però amb l'expulsió dels moriscos el 1609 i el suport i informació que donaven als assaltants, la quantitat i virulència dels atacs va baixar.